# Vîșneve, Cernigău
Vîșneve (în ucraineană Вишневе) este un sat în comuna Halîmonove din raionul Bahmaci, regiunea Cernihiv, Ucraina.

## Demografie
Componența lingvistică a localității Vîșneve
     Ucraineană (90,72%)
     Rusă (7,22%)
     Română (1,03%)
     Belarusă (1,03%)
Conform recensământului din 2001, majoritatea populației localității Vîșneve era vorbitoare de ucraineană (90,72%), existând în minoritate și vorbitori de rusă (7,22%), română (1,03%) și belarusă (1,03%).